# Matavenero y Poibueno
Matavenero y Poibueno es una entidad singular de población del municipio de Torre del Bierzo, en la comarca de El Bierzo, provincia de León, Castilla y León, España. Forman parte de la misma las localidades de Matavenero y Poibueno.

## Geografía

### Ubicación
| Noroeste: Turienzo Castañero y San Pedro Castañero | Norte: San Facundo y San Andrés de las Puentes | Noreste: Santa Marina de Torre y Santa Cruz de Montes |
| Oeste: Paradasolana                                |                                                | Este: Fonfría                                         |
| Suroeste Castrillo del Monte                       | Sur: Manjarín                                  | Sureste: Foncebadón                                   |

## Demografía
Evolución de la población
| Gráfica de evolución demográfica de Matavenero y Poibueno entre 2000 y 2018 |
|                                                                             |
| Población de derecho (2000-2018) según el padrón municipal del INE          |

## Historia
Así se describe a Matavenero en el Diccionario geográfico-estadístico-histórico de España y sus posesiones de Ultramar, obra impulsada por Pascual Madoz a mediados del siglo XIX:

Localidad en la provincia de León, partido judicial de Ponferrada, diócesis de Astorga, audiencia territorial y capitanía general de Valladolid, ayuntamiento de Albares de la Ribera. Situado en terreno escabroso. Tiene 90 casas. Su iglesia está en Poybueno, de quien se le considera como un barrio.
Diccionario geográfico-estadístico-histórico de España y sus posesiones de Ultramar

Así se describe a Poibueno :

Localidad en la provincia de León, partido judicial de Ponferrada, diócesis de Astorga, audiencia territorial y capitanía general de Valladolid, ayuntamiento de Albares de la Ribera. Situado en terreno bajo. Su clima es bastante sano y templado. Tiene 70 Casas, escuela de primeras letras, iglesia parroquial de Santa María, matriz de Fonfria y Matavenero, servida por un cura de ingreso, y libre provisión, y buenas aguas potables. Confina con los anejos, y San Facundo. El Terreno es de mediana calidad, y en parte de regadío. Los Caminos son locales. Recibe correspondencia de la capital del partido. Produce granos, legumbres, lino, vino, frutas, hortalizas y pastos. Cría ganado y alguna caza. Industria: Telares de lienzos caseros. Población: 70 vecinos, 280 almas. Contribuye con el ayuntamiento.

Es población muy antigua mencionada por Ptolomeo y en el Itinerario Romano con el nombre de Petavonium. Flavio Dextro refiere corresponder a Petavonium los mártires Saturnino, Félix, Fortunato y otros compañeros que eran 33 según Auberto.
Diccionario geográfico-estadístico-histórico de España y sus posesiones de Ultramar